# غاستورنيس
غاستورنيس (الاسم العلمي: Gastornis)، جنس منقرض من الطيور الكبيرة التي لا تطير والتي عاشت خلال الفترة المتأخرة من العصر الباليوسيني والإيوسيني من حقبة الحياة الحديثة. يعتقد أن هذا الجنس يشمل حاليا على ثلاثة أو أربعة أنواع متميزة، عرفت من بقايا أحافير غير مكتملة وجدت في غرب وسط أوروبا (إنجلترا وبلجيكا وفرنسا وألمانيا). تعرف عينات أكثر اكتمالا من الأنواع الرابعة في أمريكا الشمالية ؛ التي تم تصنيفها سابقا في جنس الدياتريما (Diatryma) المتميزة. حاليا يعتبر العديد من العلماء أن الدياتريما مشابهة جدا للأنواع الأخرى من الغاستورنيس لدرجة أنه يجب تضمينها في هذا الجنس أيضا. تم تصنيف النوع الخامس مسبقا في جنسها الخاص المعروف من الصين.
غذاء الغاستورنيس : في الوقت الحالي ، تؤكد العديد من الدراسات المستقلة من عام 2013 وجهة نظر تخصص الغاستورنيس على الأغذية النباتية .[3]

## مراجع

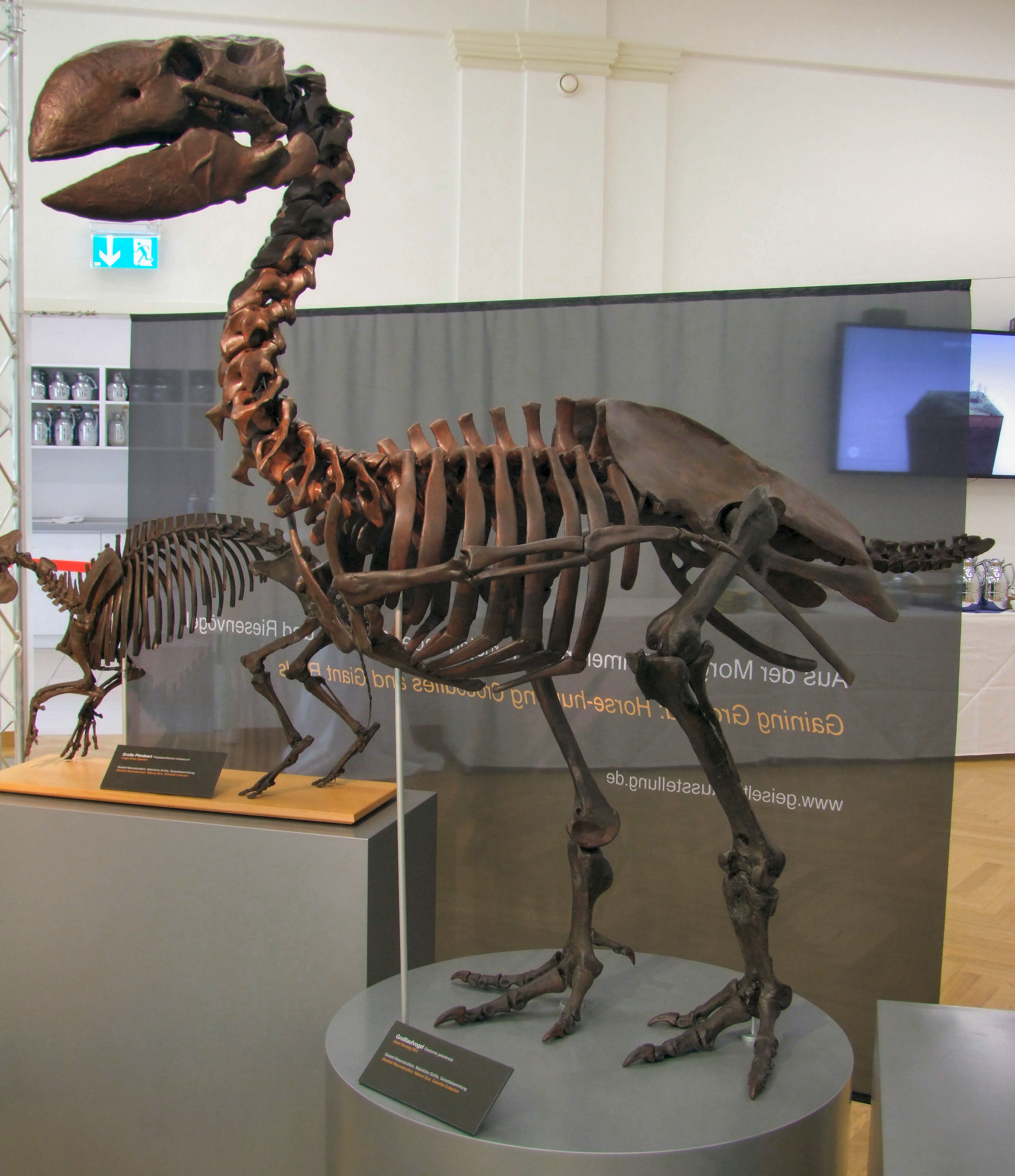
اعادة تركيب أجزاء طائر غاستورنيس الذي عثر عليه في غايسيلتال بألمانيا

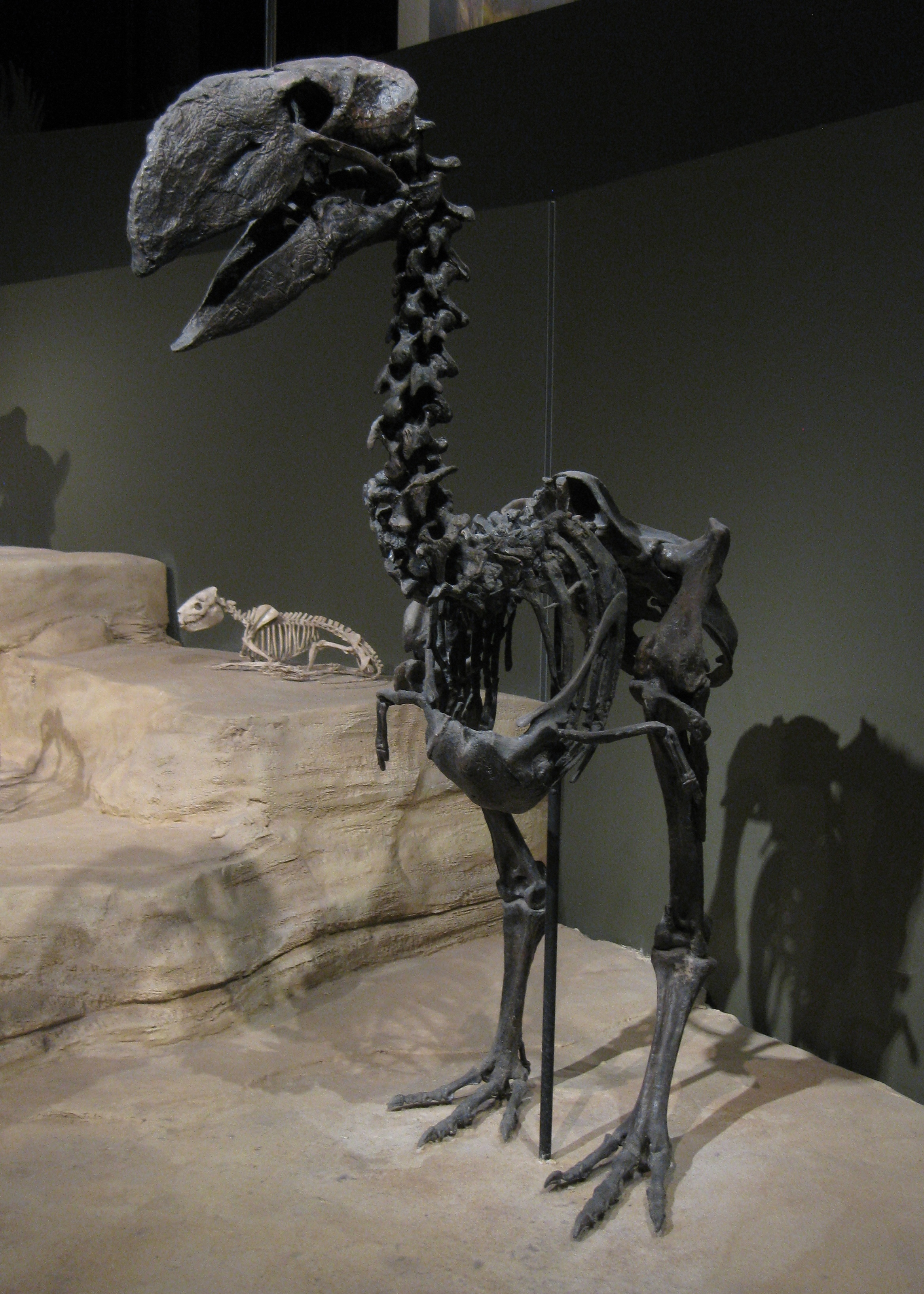
غاستورنيس عثر عليه في وايومينغ ، بالولايات المتحدة.